# Thema en zeven variaties en coda
Het Thema met zeven variaties en coda voor cello en orkest is een compositie van de Fin Uuno Klami. De finstalige titel luidt: Teema, seitsemän muunnelmaa ja coda sellole ja orkesterille.
Klami hield zich altijd afzijdig van de klassieke muziek die tijdens zijn leven in Finland werd gecomponeerd. Deze was meer Duits gericht, terwijl Klami meer gericht was op Frankrijk en de Russische muziekenclave daar in de persoon van Igor Stravinsky. Na de Tweede Wereldoorlog bezocht Klami opnieuw Parijs, grote voorbeelden als Claude Debussy en Maurice Ravel waren van het strijdtoneel verdwenen, maar diens opvolgers André Jolivet en Olivier Messiaen stonden klaar. Toch keerde de Fin met zijn enige werk dat als celloconcert kan worden gezien terug naar het neoclassicisme. Terwijl collegae-componisten met het twaalftonenstelsel bezig waren, schreef Klami een zeer duidelijk herkenbaar thema dat qua stemming wisselt tussen F majeur en f mineur. Ook in de variaties laat Klami zijn basisthema duidelijk naar voren komen, hetgeen in de klassieke muziek van de 20e eeuw vaak niet het geval is.

## Delen
1. Andantino poco mosso
2. Variatie 1: Allegro scherzando (technisch deel)
3. Variatie 2: Tempo di marcia (humoristisch deel)
4. Variatie 3: Tempo di moderato (elegie)
5. Variatie 4: Quasi lento ma con ritmo (capriccio-achtig)
6. Variatie 5: Allegro comodo (techniek)
7. Variatie 6: Andante molto sostenuto (melodie met terugkeer van thema)
8. Variatie 7: (Tempo I) Andantino poco mosso met de cadens
9. Allegro molto con brio en coda (beiden weer techniek)

## Orkestratie
- 2 dwarsfluiten, 2 hobo’s, 2 klarinetten, 2 fagotten;
- 2 hoorns, 2 trompetten;
- 1 stel pauken, 1 man / vrouw percussie
- violen, altviolen, celli, contrabassen.

De eerste uitvoering vond plaats op 7 oktober 1955 door het Filharmonisch Orkest van Helsinki onder leiding van Hannikainen Tauno met solist Valsta Esko; als snel gevolgd door een uitvoering in Tampere.

## Discografie
- Uitgave BIS Records : Jan-Erik Gustafsson (cello); Lahti Symfonie Orkest o.l.v. Osmo Vänskä